# Calcariidae
Calcariidae là một họ chim trong bộ Passeriformes.

## Hình ảnh

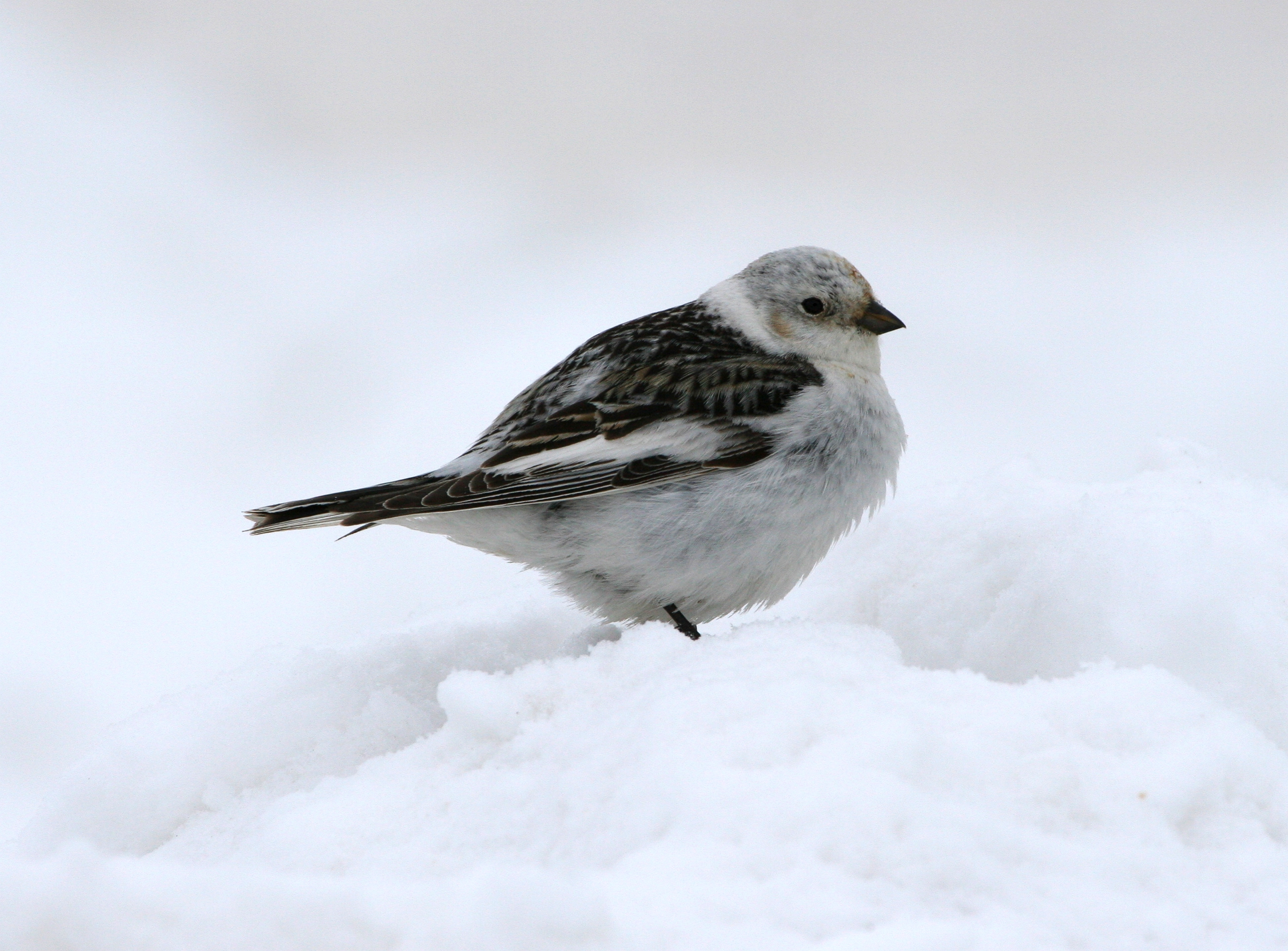
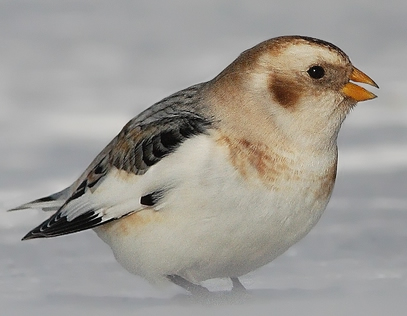
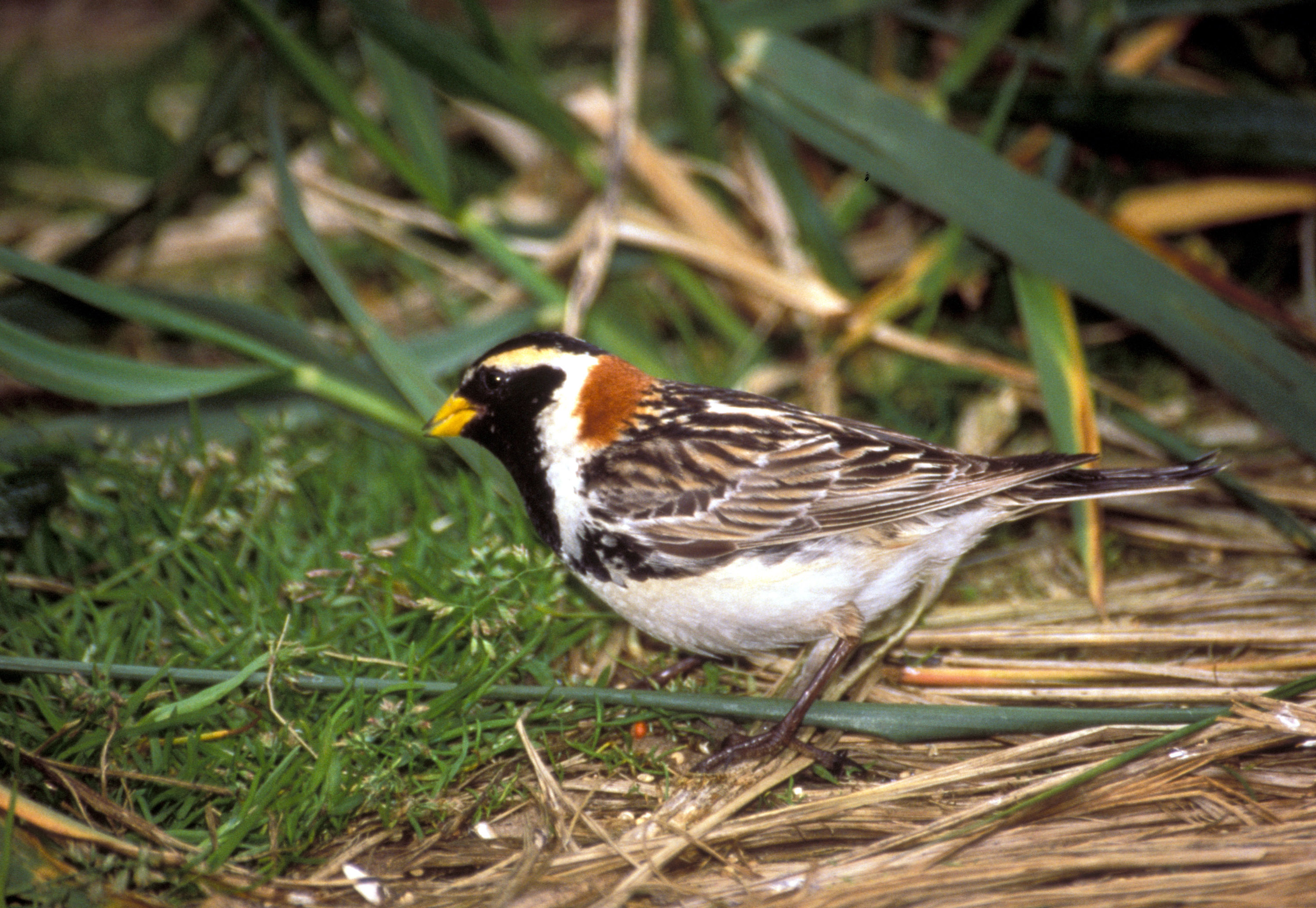

## Phân loại học
- Calcarius

Calcarius lapponicus
Calcarius pictus
Calcarius ornatus
- Plectrophenax

Plectrophenax nivalis
Plectrophenax hyperboreus
- Rhynchophanes

Rhynchophanes mccownii